# Escobaria sneedii
Escobaria sneedii là một loài thực vật có hoa trong họ Cactaceae. Loài này được Britton & Rose mô tả khoa học đầu tiên năm 1923.

## Hình ảnh

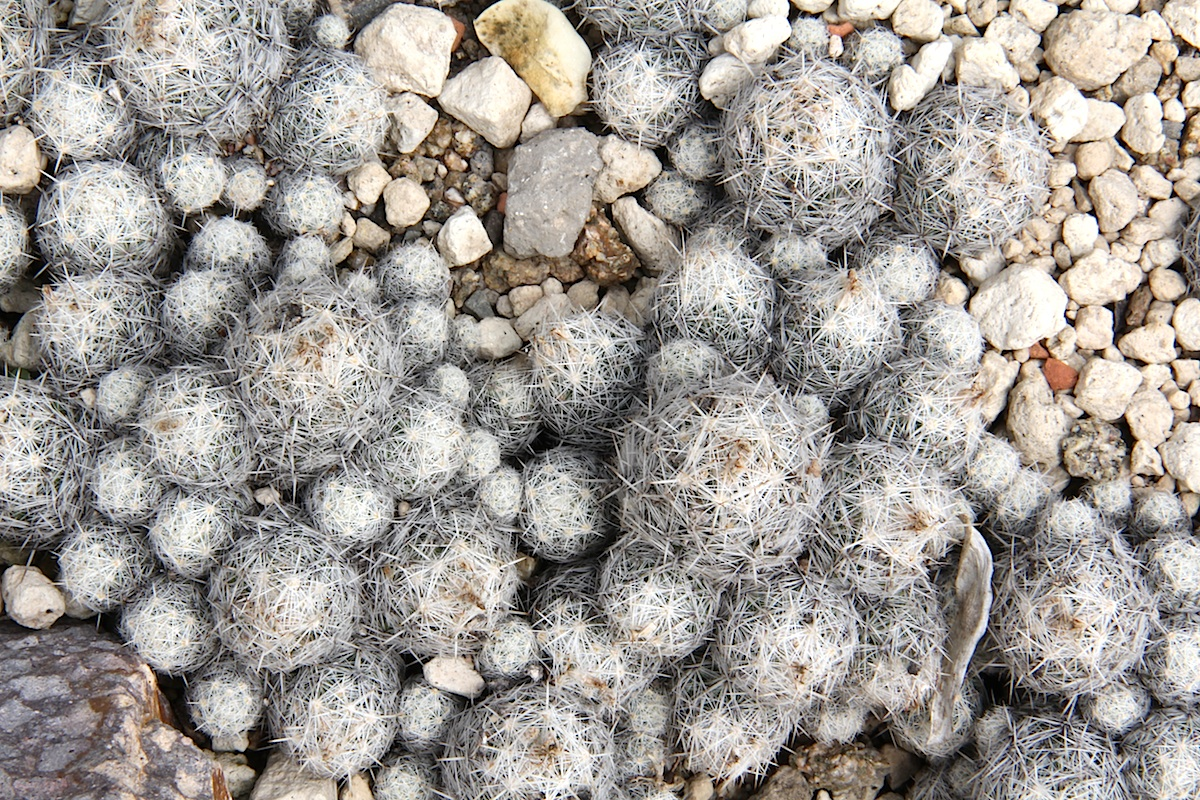
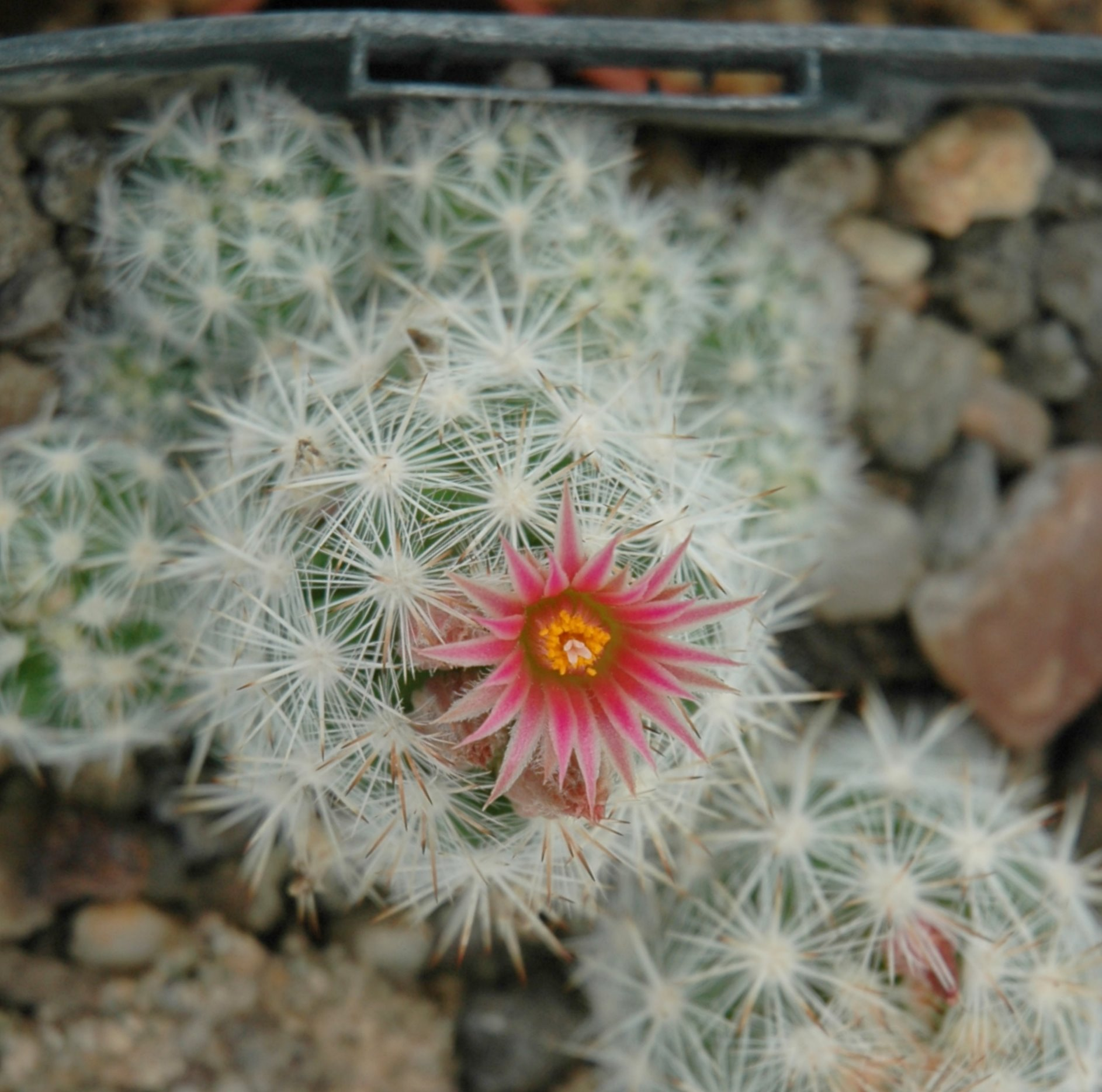